# Rio Certeţ
O Rio Certeţ é um rio da Romênia, afluente do Buhui, localizado no distrito de Caraş-Severin.